# Junta Militar do Equador de 1963-1966
A Junta Militar de 1963 (em castelhano:  Junta Militar del 63) ou Junta Militar de Governo (em castelhano:  Junta Militar de Gobierno) foi uma junta militar que governou o Equador entre 1963 e 1966. Os seus membros foram o Almirante Ramón Castro Jijón, o General Marcos Gándara Enríquez, o General Luis Cabrera Sevilla e o General Guillermo Freire Posso.
O tetravirato que assumiu o poder foi responsável pela deposição do presidente Carlos Julio Arosemena Monroy por causa de sua política pró-castrista. A junta militar de 1963 foi caracterizada como sendo contrária à Revolução Cubana em questões internacionais. O governo deste período da história equatoriana, composto por (originalmente) quatro membros das Forças Armadas do Equador, foi elogiado pelas grandes reformas que implementou, porém foi também criticado pelo autoritarismo e pela grande repressão que proporcionou.